# Častolov ze Žitavy
Častolov ze Žitavy (před 1200 – asi 1253) byl český šlechtic z rodu Ronovců, příznivec krále Václava I., který se se svým mladším bratrem Jindřichem usadil na Žitavsku.

## Životopis
Po smrti svého otce Smila z Tuháně roku 1216 se poprvé jeho jméno objevuje v písemných pramenech. Působil u královského dvora, kde zastával různé dvorské úřady – v roce 1222 byl nejvyšším maršálkem, v roce 1226 pak nejvyšším lovčím. Jeho jméno je uvedeno u listiny z roku 1227, týkající se vsi Kojaty ve středních Čechách.
Když jeho mladší bratr Jindřich získal v roce 1232 místo kastelána na královském hradu Budyšín, usadil se zde i on. V roce 1238 je uveden jako svědek na listině týkající se nedávno založeného kláštera v Marienthalu, kde se objevuje poprvé s predikátem de Sitavia, krátce poté se tak podepisoval i jeho bratr.
Spolu se svým bratrem vybudoval se souhlasem krále Václava I. mezi míšeňskou Pirnou, Žitavou a Českou Lípou rozsáhlou rodovou doménu. Získali pro sebe před rokem 1240 Žitavsko do přímého nedílového vlastnictví. Při povstání mladého kralevice Přemysla v letech 1248–49 proti jeho otci Václavovi I. se spolu se svým bratrem postavil za krále. Zatímco zájmy bratra Jindřicha a jeho rodiny pak patřily východním Čechám (viz Lichtenburkové), Častolov na Žitavsku zůstal.
Častolov byl ženatý a měl několik dětí. Jako první se v majetkových listinách uvádí v roce 1249 syn Jindřich, v roce 1250 mladší syn Častolov mladší a nejmladší Chval je takto uváděn v letech 1253 až 1262. Své syny postupně přivedl ke královskému dvoru. Např. se synem Jindřichem byl uveden jako člen doprovodu krále Václava v roce 1249. Synové z Žitavska po roce 1263 na nátlak krále Přemysla Otakara II. odešli. Mimo třech synů měl i dceru, která se později provdala za otce Albrechta ze Seeberka.
Synové Častolova ze Žitavy jsou v pozdějších záznamech uváděni pod různými jmény. Zmiňovaný syn Jindřich, zakladatel rodu pánů z Dubé, je Hynkem z Dubé, mladší Častolov, zakladatel rodu pánů z Klinštejna, je Čeňkem z Lipé a jen Chval, zakladatel pánů z Lipé, je i nadále uváděn stejně.
Poslední záznam o Častolovi ze Žitavy je z 7. prosince 1253, listina se týkala pobytu královského dvora Přemysla Otakara II. v Jablonném v Podještědí, kam přivedl i svého syny Častolova mladšího. Lze předpokládat, že někdy krátce poté zemřel.

## Pozemková držba
Častolov držel rodové statky spolu se svým bratrem Jindřichem v nedílu. Původní rodová držba byla ves Tuháň, podle níž byl zván jejich otec a dále statky na dolním Poohří a Litoměřicku, kde je doložena držba Lovosic, Libochovic, vsi Vojnice, Klapý, Nučničky a Chodžovice. Možné je i vlastnictví vsí Křesín, Levousy, Velké Žernoseky, Prackovice a Liběšice. Bratři také drželi blíže neznámé statky na Žitavsku a Českomoravské vrchovině.